# Park ozvěn
Park ozvěn je sedmnáctým románem amerického spisovatele detektivních knih Michaela Connellyho a zároveň dvanáctou knihou s losangeleským detektivem Hieronymem "Harrym" Boschem v hlavní roli.

## Děj knihy
V roce 1993 pracovali Harry Bosch a jeho parťák Jerry Edgar na případu Marie Gestoové. Marie byla mladá dívka, která ráda jezdila na koni, a jednoho dne zmizela. Její auto i s jejím oblečením se objevilo v nepoužívané garáži, ale její tělo nebylo nikdy nalezeno. Bosch a Edgar vypátrali možného pachatele - syna bohatého a mocného podnikatele - ale nepodařilo se jim získat dostatek důkazů, aby ho mohli obvinit z vraždy, a postupem času na tomto případu přestali pracovat. V období mezi tímto případem a začátkem tohoto románu Bosch opustil policii, odešel do výslužby a tři roky pracoval jako soukromý detektiv. Pak se ale do policejního sboru vrátil, protože život ve výslužbě nebyl takový jaký si jej představoval. Teď je mu téměř šedesát let a pracuje na prestižním oddělení otevřených nevyřešených případů se svojí poslední parťačkou Kizmin "Kiz" Riderovou.
Při náhodné prohlídce v městské části Echo Park v Los Angeles zastaví policejní hlídka Reynarda Waitse a na podlaze v jeho dodávce objeví pytle s částmi lidského těla. Na případu pracuje detektiv Freddy Olivas a jako soudní prokurátor jej má na starosti Richard O'Shea. Waits se brzy přizná k sérii vražd několika prostitutek a dívek, které utekly z domu. Přizná se také ke dvěma starším vraždám. V prvním případě šlo o vraždu majitele zastavárny, k níž došlo během městských nepokojů v roce 1992, a v druhém případě jde o vraždu Marie Gestoové. Když je spis případu Gestoová znovu prošetřen, vyjde najevo, že Waits zřejmě volal na policii krátce po vraždě a předstíral, že má důležité informace. Bosch a Edgar však tuto stopu vůbec neprošetřili. Nebýt této závažné chyby, mohla být Waitsovi prokázána účast na vraždě Gestoové jen pár týdnů po jejím spáchání.

## Zajímavosti
V knize je zmíněno, že Reynard Waits byl v minulosti klientem Mickeyho Hallera. Hallerův příbuzenský vztah k Harrymu Boschovi zde však zmíněn není. Cecil C. Dobbs, který se objevil již v knize Advokát, zde pracuje pro velice bohatou rodinu podezřelého z vraždy.
Harry Bosch v knize prozradí své telefonní číslo. Pokud jej vytočíte, dovoláte se do Harryho hlasové schránky a můžete mu zanechat vzkaz.
První kapitola knihy byla natočena jako krátký film. Bosche hraje Tim Abell a Jerryho Edgara hraje autor detektivních knih Gar Anthony Haywood. V roli vypravěče vystupuje Len Cariou.